# Колбини
Ко́лбини (рос. Колбины) — присілок у складі Шабалінського району Кіровської області, Росія. Входить до складу Ленінського міського поселення.
Населення становить 82 особи (2010, 81 у 2002).
Національний склад станом на 2002 рік — росіяни 96 %.